# Millardia meltada
Millardia meltada is een knaagdier uit het geslacht Millardia dat voorkomt in India (behalve Kasjmir, het noordoosten, een deel van het zuidoosten, en de eilanden), Nepal, Pakistan en Sri Lanka.
M. meltada is een middelgrote, zachtbehaarde rat met een korte staart. De bovenkant is grijs tot donkerbruin, de onderkant grijs tot wit. De staart is van boven donkerder en van onderen lichter. De voeten zijn wit. De kop-romplengte bedraagt 107 tot 154 mm, de staartlengte 92 tot 136 mm, de achtervoetlengte 21 tot 29 mm en de oorlengte 18 tot 24 mm. Vrouwtjes hebben vier paren van mammae. Het karyotype bedraagt 2n=50, FN=57.
Het is een gravend, 's nachts actief dier. Deze soort komt het meest voor in graslanden en geïrrigeerde velden, waar het dier een plaag voor de landbouw is. Het dier leeft in holen, die steeds complexer worden naarmate de familie groeit. In Rajasthan paart het dier het hele jaar door, maar het meest tussen maart en september. Per worp worden er in het wild vier tot tien en in gevangenschap één tot acht jongen geboren. Per jaar kan een vrouwtje zo'n 52 jongen krijgen.
Er zijn enkele ondersoorten erkend op basis van verschillen in vachtkleur, maar die verschillen blijken niet te blijven bestaan als grotere series worden bekeken.
Millardia gleadowi · Millardia kathleenae · Millardia kondana · Millardia meltada